# Bonte zandrookwants
De bonte zandrookwants (Beosus maritimus) is een wants uit de onderfamilie Rhyparochrominae, uit de familie bodemwantsen (Lygaeidae).
De onderfamilie Rhyparochrominae wordt ook weleens als een zelfstandige familie Rhyparochromidae gezien in een superfamilie Lygaeoidea. Lygaeidae is conform de indeling van bijvoorbeeld het Nederlands Soortenregister.

## Uiterlijk
Deze soort wordt 6,1 – 7,5 mm lang. Ze hebben een opvallende witte vlek op de cuneus van het bruine hemi-elytrum (de deels verharde voorvleugel) met daaromheen een zwarte vlek. Op het zwarte schildje (scutellum) zijn twee parallel aan elkaar lopende smalle witte vlekken. Van het halsschild (pronotum) is de bovenste helft zwart, de onderste helft bruin en de zijkanten wit. De kop is zwart, terwijl de poten en antennes gedeeltelijk zwart en gedeeltelijk bruin zijn.

## Verspreiding en habitat
De bonte zandrookwants komt voor in het gehele Middellandse Zeegebied, Klein-Azië en de Kaukasus. De noordgrens in Europa loopt van het zuiden van Groot-Brittannië via het zuidelijke gebied rond de Oostzee tot in Centraal-Rusland. Ze komen vooral voor in open, warme leefgebieden met een zandbodem of een rotsachtige bodem.

## Leefwijze
Deze soort is polyfaag en zuigt aan op de bodem liggende zaden. Hij schijnt geen voorkeur te hebben voor een bepaalde plantensoort. Wel worden struikhei (Calluna vulgaris), brem (Cytisus scoparius) en wilde averuit (Artemisia campestris) genoemd als planten, die in zijn leefgebied voorkomen. De imago’s klimmen niet vaak in de planten omhoog. De imago’s overwinteren in de strooisellaag. De nieuwe volwassen generatie verschijnt dan in augustus.